# Андреас Герцог
Андреас Герцог (нім. Andreas Herzog, нар. 10 вересня 1968, Відень) — колишній австрійський футболіст, півзахисник. Після завершення ігрової кар'єри став футбольним тренером. З 2018 року очолює тренерський штаб збірної Ізраїлю.
Насамперед відомий виступами за клуб «Вердер», а також національну збірну Австрії, у складі якої є рекордсменом за кількістю виступів (103 гри).

## Клубна кар'єра
У дорослому футболі дебютував 1986 року виступами за «Рапід» (Відень), проте не зміг пробитися в основу та півроку грав на правах оренди в «Ферст Вієнна», після чого повернувся у «Рапід», за який відіграв повноцінні чотири сезони, виборовши титул чемпіона Австрії.
Своєю грою привернув увагу представників тренерського штабу «Вердера», до складу якого приєднався 1992 року і відіграв за бременський клуб дев'ять сезонів своєї ігрової кар'єри, крім сезону 1995-96, який Андреас проводив у «Баварії». Більшість часу, проведеного у складі «Вердера», був основним гравцем команди. За цей час додав до переліку своїх трофеїв два титули володаря Кубка Німеччини, став переможцем Кубка Інтертото, чемпіоном Німеччини, дворазовим володарем Суперкубка Німеччини та володарем Кубка УЄФА.
Протягом 2002–2003 років знову захищав кольори «Рапіду» (Відень).
Завершив професійну ігрову кар'єру у «Лос-Анджелес Гелаксі», за який виступав протягом сезону 2004 року.

## Виступи за збірну
1988 року дебютував в офіційних матчах у складі національної збірної Австрії. Протягом кар'єри у національній команді, яка тривала 15 років, провів у формі головної команди країни 103 матчі, забивши 27 голів.
У складі збірної був учасником чемпіонату світу 1990 року в Італії, чемпіонату світу 1998 року у Франції.

## Кар'єра тренера
Розпочав тренерську кар'єру невдовзі по завершенні кар'єри гравця, 2005 року, увійшовши до тренерського штабу збірної Австрії, де пропрацював до 2009 року.
2009 року став головним тренером молодіжної збірної Австрії, тренував цю команду два роки.
Згодом протягом 2011–2016 років був асистентом Юргена Клінсманна у тренерському штабі збірної США, протягом останніх з цих років паралельно очолював тренерський штаб олімпійської збірної країни. Залишив США після відставки Клінсманна.
1 серпня 2018 року очолив тренерський штаб національної збірної Ізраїлю.

## Статистика

### Клуб
| Чемпіонат         | Чемпіонат              | Чемпіонат         | Ліга | Ліга                                | Кубок           | Кубок           | Кубок ліги           | Кубок ліги           | Континет. змаг.  | Континет. змаг.  | Всього | Всього |
| Сезон             | Клуб                   | Ліга              | Ігри | Голи                                | Ігри            | Голи            | Ігри                 | Голи                 | Ігри             | Голи             | Ігри   | Голи   |
| Австрія           | Австрія                | Австрія           | Ліга | Ліга                                | Кубок Австрії   | Кубок Австрії   | Кубок Ліги           | Кубок Ліги           | Європа           | Європа           | Всього | Всього |
| ----------------- | ---------------------- | ----------------- | ---- | ----------------------------------- | --------------- | --------------- | -------------------- | -------------------- | ---------------- | ---------------- | ------ | ------ |
| 1987-88           | «Рапід» (Відень)       | Бундесліга        | 5    | 0                                   |                 |                 |                      |                      |                  |                  |        |        |
| 1987-88           | «Ферст Вієнна»         | Бундесліга        | 7    | 3                                   |                 |                 |                      |                      |                  |                  |        |        |
| 1988-89           | «Рапід» (Відень)       | Бундесліга        | 34   | 8                                   |                 |                 |                      |                      |                  |                  |        |        |
| 1989-90           | «Рапід» (Відень)       | Бундесліга        | 27   | 8                                   |                 |                 |                      |                      |                  |                  |        |        |
| 1990-91           | «Рапід» (Відень)       | Бундесліга        | 30   | 6                                   |                 |                 |                      |                      |                  |                  |        |        |
| 1991-92           | «Рапід» (Відень)       | Бундесліга        | 33   | 11                                  |                 |                 |                      |                      |                  |                  |        |        |
| Німеччина         | Німеччина              | Німеччина         | Ліга | Ліга                                | Кубок Німеччини | Кубок Німеччини | Кубок німецької ліги | Кубок німецької ліги | Європа           | Європа           | Всього | Всього |
| 1992-93           | «Вердер»               | Бундесліга        | 33   | 10                                  |                 |                 |                      |                      |                  |                  |        |        |
| 1993-94           | «Вердер»               | Бундесліга        | 30   | 6                                   |                 |                 |                      |                      |                  |                  |        |        |
| 1994-95           | «Вердер»               | Бундесліга        | 31   | 10                                  |                 |                 |                      |                      |                  |                  |        |        |
| 1995-96           | «Баварія»              | Бундесліга        | 28   | 2                                   |                 |                 |                      |                      |                  |                  |        |        |
| 1996-97           | «Вердер»               | Бундесліга        | 29   | 15                                  |                 |                 |                      |                      |                  |                  |        |        |
| 1997-98           | «Вердер»               | Бундесліга        | 18   | 4                                   | 2               | 0               |                      |                      |                  |                  |        |        |
| 1998-99           | «Вердер»               | Бундесліга        | 27   | 3                                   | 4               | 0               |                      |                      |                  |                  |        |        |
| 1999-00           | «Вердер»               | Бундесліга        | 27   | 7                                   | 5               | 0               |                      |                      | 1                | 0                |        |        |
| 2000-01           | «Вердер»               | Бундесліга        | 32   | 2                                   | 1               | 1               |                      |                      | 4                | 1                |        |        |
| 2001-02           | «Вердер»               | Бундесліга        | 9    | 1                                   |                 |                 |                      |                      |                  |                  |        |        |
| Австрія           | Австрія                | Австрія           | Ліга | Ліга                                | Кубок Австрії   | Кубок Австрії   | Кубок Ліги           | Кубок Ліги           | Європа           | Європа           | Всього | Всього |
| 2001-02           | «Рапід» (Відень)       | Бундесліга        | 12   | 1                                   |                 |                 |                      |                      |                  |                  |        |        |
| 2002-03           | «Рапід» (Відень)       | Бундесліга        | 29   | 3                                   |                 |                 |                      |                      |                  |                  |        |        |
| США               | США                    | США               | Ліга | Ліга                                | Кубок           | Кубок           | Кубок Ліги           | Кубок Ліги           | Північна Америка | Північна Америка | Всього | Всього |
| 2004              | «Лос-Анджелес Гелаксі» | МЛС               | 27   | 4                                   |                 |                 |                      |                      |                  |                  |        |        |
| Всього            | Австрія                | Австрія           | 177  | 40\|\|\|\|\|\|\|\|\|\|\|\|\|\|\|\|  |                 |                 |                      |                      |                  |                  |        |        |
| Всього            | Німеччина              | Німеччина         | 264  | 60\|\|\|\|\|\|\|\|\|\|\|\|\|\|\|\|  |                 |                 |                      |                      |                  |                  |        |        |
| Всього            | США                    | США               | 27   | 4\|\|\|\|\|\|\|\|\|\|\|\|\|\|\|\|   |                 |                 |                      |                      |                  |                  |        |        |
| Всього за кар'єру | Всього за кар'єру      | Всього за кар'єру | 468  | 104\|\|\|\|\|\|\|\|\|\|\|\|\|\|\|\| |                 |                 |                      |                      |                  |                  |        |        |

### Збірна
| Дата       | Місто                   | Господарі            | Результат | Гості                | Турнір             | Голи | Примітки |
| ---------- | ----------------------- | -------------------- | --------- | -------------------- | ------------------ | ---- | -------- |
| 6/04/1988  | Афіни                   | Греція               | 2 – 2     | Австрія              | товариський матч   | -    |          |
| 20/09/1988 | Прага                   | Чехословаччина       | 4 – 2     | Австрія              | товариський матч   | -    |          |
| 19/10/1988 | Київ                    | СРСР                 | 2 – 0     | Австрія              | Відбір до ЧС 1990  | -    |          |
| 2/11/1988  | Відень                  | Австрія              | 3 – 2     | Туреччина            | Відбір до ЧС 1990  | 2    |          |
| 25/03/1989 | Відень                  | Австрія              | 0 – 1     | Італія               | товариський матч   | -    |          |
| 11/04/1989 | Відень                  | Австрія              | 1 – 2     | Чехословаччина       | товариський матч   | 1    |          |
| 20/05/1989 | Лейпциг                 | ФРН                  | 1 – 1     | Австрія              | Відбір до ЧС 1990  | -    |          |
| 30/05/1989 | Осло                    | Норвегія             | 4 – 1     | Австрія              | товариський матч   | -    |          |
| 14/06/1989 | Рейк'явік               | Ісландія             | 0 – 0     | Австрія              | Відбір до ЧС 1990  | -    |          |
| 23/08/1989 | Зальцбург               | Австрія              | 2 – 1     | Ісландія             | Відбір до ЧС 1990  | -    |          |
| 6/09/1989  | Відень                  | Австрія              | 0 – 0     | СРСР                 | Відбір до ЧС 1990  | -    |          |
| 25/10/1989 | Стамбул                 | Туреччина            | 3 – 0     | Австрія              | Відбір до ЧС 1990  | -    |          |
| 15/11/1989 | Відень                  | Австрія              | 3 – 0     | ФРН                  | Відбір до ЧС 1990  | -    |          |
| 28/02/1990 | Каїр                    | Єгипет               | 0 – 0     | Австрія              | товариський матч   | -    |          |
| 3/05/1990  | Відень                  | Австрія              | 1 – 1     | Аргентина            | товариський матч   | -    |          |
| 30/05/1990 | Відень                  | Австрія              | 3 – 2     | Нідерланди           | товариський матч   | -    |          |
| 9/06/1990  | Рим                     | Італія               | 1 – 0     | Австрія              | ЧС 1990 - 1-й етап | -    |          |
| 15/06/1990 | Флоренція               | Австрія              | 0 – 1     | Чехословаччина       | ЧС 1990 - 1-й етап | -    |          |
| 19/06/1990 | Флоренція               | Австрія              | 2 – 1     | США                  | ЧС 1990 - 1-й етап | -    |          |
| 21/08/1990 | Відень                  | Австрія              | 1 – 3     | Швейцарія            | товариський матч   | -    |          |
| 12/09/1990 | Ландскруна              | Фарерські острови    | 1 – 0     | Австрія              | Відбір до ЧЄ 1992  | -    |          |
| 31/10/1990 | Белград                 | Югославія            | 4 – 1     | Австрія              | Відбір до ЧЄ 1992  | -    |          |
| 22/05/1990 | Зальцбург               | Австрія              | 3 – 0     | Фарерські острови    | Відбір до ЧЄ 1992  | -    |          |
| 5/06/1990  | Оденсе                  | Данія                | 2 – 1     | Австрія              | Відбір до ЧЄ 1992  | -    |          |
| 4/09/1991  | Порту                   | Португалія           | 1 – 1     | Австрія              | товариський матч   | -    |          |
| 9/10/1991  | Відень                  | Австрія              | 0 – 3     | Данія                | Відбір до ЧЄ 1992  | -    |          |
| 16/10/1991 | Дублін                  | Ірландія             | 2 – 1     | Австрія              | Відбір до ЧЄ 1992  | -    |          |
| 13/11/1991 | Відень                  | Австрія              | 0 – 2     | Югославія            | Відбір до ЧЄ 1992  | -    |          |
| 25/03/1992 | Будапешт                | Угорщина             | 2 – 1     | Австрія              | товариський матч   | -    |          |
| 14/04/1992 | Відень                  | Австрія              | 4 – 0     | Литва                | товариський матч   | -    |          |
| 29/04/1992 | Відень                  | Австрія              | 1 – 1     | Уельс                | товариський матч   | -    |          |
| 27/05/1992 | Сіттард                 | Нідерланди           | 3 – 2     | Австрія              | товариський матч   | -    |          |
| 19/08/1992 | Братислава              | Чехословаччина       | 2 – 2     | Австрія              | товариський матч   | -    |          |
| 14/10/1992 | Париж                   | Франція              | 2 – 0     | Австрія              | Відбір до ЧС 1994  | -    |          |
| 28/10/1992 | Відень                  | Австрія              | 5 – 2     | Ізраїль              | Відбір до ЧС 1994  | 2    |          |
| 18/11/1992 | Нюрнберг                | Німеччина            | 0 – 0     | Австрія              | товариський матч   | -    |          |
| 27/03/1993 | Відень                  | Австрія              | 0 – 1     | Франція              | Відбір до ЧС 1994  | -    |          |
| 14/04/1993 | Відень                  | Австрія              | 3 – 1     | Болгарія             | Відбір до ЧС 1994  | -    |          |
| 13/05/1993 | Гельсінкі               | Фінляндія            | 3 – 1     | Австрія              | Відбір до ЧС 1994  | 1    |          |
| 19/05/1993 | Стокгольм               | Швеція               | 1 – 0     | Австрія              | Відбір до ЧС 1994  | 1    |          |
| 25/08/1993 | Відень                  | Австрія              | 3 – 0     | Фінляндія            | Відбір до ЧС 1994  | 1    |          |
| 13/10/1993 | Софія (місто)           | Болгарія             | 4 – 1     | Австрія              | Відбір до ЧС 1994  | -    |          |
| 10/11/1993 | Відень                  | Австрія              | 1 – 1     | Швеція               | Відбір до ЧС 1994  | -    |          |
| 23/03/1994 | Лінц                    | Австрія              | 1 – 1     | Угорщина             | товариський матч   | -    |          |
| 20/04/1994 | Відень                  | Австрія              | 2 – 1     | Шотландія            | товариський матч   | 2    |          |
| 28/02/1995 | Клагенфурт-ам-Вертерзеє | Австрія              | 0 – 3     | Росія                | товариський матч   | -    |          |
| 29/03/1995 | Зальцбург               | Австрія              | 5 – 0     | Латвія               | Відбір до ЧЄ 1996  | -    |          |
| 26/04/1995 | Зальцбург               | Австрія              | 7 – 0     | Ліхтенштейн          | Відбір до ЧЄ 1996  | -    |          |
| 11/06/1995 | Дублін                  | Ірландія             | 1 – 3     | Австрія              | Відбір до ЧЄ 1996  | -    |          |
| 11/10/1995 | Відень                  | Австрія              | 1 – 1     | Португалія           | Відбір до ЧЄ 1996  | -    |          |
| 15/11/1995 | Белфаст                 | Північна Ірландія    | 5 – 3     | Австрія              | Відбір до ЧЄ 1996  | -    |          |
| 24/04/1996 | Будапешт                | Угорщина             | 0 – 2     | Австрія              | товариський матч   | -    |          |
| 29/05/1996 | Зальцбург               | Австрія              | 1 – 0     | Чехія                | товариський матч   | -    |          |
| 31/08/1996 | Відень                  | Австрія              | 0 – 0     | Шотландія            | Відбір до ЧС 1998  | -    |          |
| 9/10/1996  | Стокгольм               | Швеція               | 0 – 1     | Австрія              | Відбір до ЧС 1998  | 1    |          |
| 9/11/1996  | Відень                  | Австрія              | 1 – 2     | Латвія               | Відбір до ЧС 1998  | 1    |          |
| 18/03/1997 | Любляна                 | Словенія             | 2 – 0     | Австрія              | товариський матч   | -    |          |
| 2/04/1997  | Глазго                  | Шотландія            | 2 – 0     | Австрія              | Відбір до ЧС 1998  | -    |          |
| 30/04/1997 | Відень                  | Австрія              | 2 – 0     | Естонія              | Відбір до ЧС 1998  | -    |          |
| 8/06/1997  | Рига                    | Латвія               | 1 – 3     | Австрія              | Відбір до ЧС 1998  | -    |          |
| 20/08/1997 | Таллінн                 | Естонія              | 0 – 3     | Австрія              | Відбір до ЧС 1998  | -    |          |
| 6/09/1997  | Відень                  | Австрія              | 1 – 0     | Швеція               | Відбір до ЧС 1998  | 1    |          |
| 10/09/1997 | Мінськ                  | Білорусь             | 0 – 1     | Австрія              | Відбір до ЧС 1998  | -    |          |
| 11/10/1997 | Відень                  | Австрія              | 4 – 0     | Білорусь             | Відбір до ЧС 1998  | -    |          |
| 27/03/1998 | Відень                  | Австрія              | 2 – 3     | Румунія              | товариський матч   | -    |          |
| 22/04/1998 | Лос-Анджелес            | США                  | 3 – 0     | Австрія              | товариський матч   | -    |          |
| 27/05/1998 | Відень                  | Австрія              | 2 – 1     | Туніс                | товариський матч   | -    |          |
| 2/06/1998  | Зальцбург               | Австрія              | 6 – 0     | Ліхтенштейн          | товариський матч   | -    |          |
| 11/06/1998 | Тулуза                  | Камерун              | 1 – 1     | Австрія              | ЧС 1998 - 1-й етап | -    |          |
| 17/06/1998 | Сент-Етьєн              | Австрія              | 1 – 1     | Чилі                 | ЧС 1998 - 1-й етап | -    |          |
| 23/06/1998 | Париж                   | Італія               | 2 – 1     | Австрія              | ЧС 1998 - 1-й етап | 1    |          |
| 10/03/1999 | Санкт-Галлен            | Швейцарія            | 4 – 2     | Австрія              | товариський матч   | 2    |          |
| 27/03/1999 | Валенсія                | Іспанія              | 9 – 0     | Австрія              | Відбір до ЧЄ 2000  | -    |          |
| 28/04/1999 | Грац                    | Австрія              | 7 – 0     | Сан-Марино           | Відбір до ЧЄ 2000  | 1    |          |
| 5/06/1999  | Тель-Авів               | Ізраїль              | 5 – 0     | Австрія              | Відбір до ЧЄ 2000  | -    |          |
| 9/10/1999  | Відень                  | Австрія              | 3 – 1     | Кіпр                 | Відбір до ЧЄ 2000  | 1    |          |
| 23/02/2000 | Каламата                | Греція               | 4 – 1     | Австрія              | товариський матч   | -    |          |
| 29/03/2000 | Відень                  | Австрія              | 1 – 1     | Швеція               | товариський матч   | -    |          |
| 26/04/2000 | Порту-Алегрі            | Бразилія             | 2 – 1     | Австрія              | товариський матч   | -    |          |
| 16/08/2000 | Будапешт                | Угорщина             | 1 – 1     | Австрія              | товариський матч   | -    |          |
| 1/09/2000  | Грац                    | Австрія              | 5 – 1     | Іран                 | товариський матч   | 1    |          |
| 7/10/2000  | Вадуц                   | Ліхтенштейн          | 0 – 1     | Австрія              | Відбір до ЧС 2002  | -    |          |
| 11/10/2000 | Відень                  | Австрія              | 1 – 1     | Іспанія              | Відбір до ЧС 2002  | -    |          |
| 28/02/2001 | Рієка                   | Хорватія             | 1 – 0     | Австрія              | товариський матч   | -    |          |
| 24/03/2001 | Сараєво                 | Боснія і Герцеговина | 1 – 1     | Австрія              | Відбір до ЧС 2002  | -    |          |
| 28/03/2001 | Відень                  | Австрія              | 2 – 1     | Ізраїль              | Відбір до ЧС 2002  | 1    |          |
| 25/04/2001 | Інсбрук                 | Австрія              | 2 – 0     | Ліхтенштейн          | Відбір до ЧС 2002  | -    |          |
| 15/08/2001 | Відень                  | Австрія              | 1 – 2     | Швейцарія            | товариський матч   | 1    |          |
| 1/09/2001  | Барселона               | Іспанія              | 4 – 0     | Австрія              | Відбір до ЧС 2002  | -    |          |
| 5/09/2001  | Відень                  | Австрія              | 2 – 0     | Боснія і Герцеговина | Відбір до ЧС 2002  | 2    |          |
| 27/10/2001 | Єрусалим                | Ізраїль              | 1 – 1     | Австрія              | Відбір до ЧС 2002  | 1    |          |
| 10/11/2001 | Зальцбург               | Австрія              | 0 – 1     | Туреччина            | Відбір до ЧС 2002  | -    |          |
| 14/11/2001 | Анкара                  | Туреччина            | 5 – 0     | Австрія              | Відбір до ЧС 2002  | -    |          |
| 27/03/2002 | Відень                  | Австрія              | 2 – 0     | Словенія             | товариський матч   | -    |          |
| 17/04/2002 | Відень                  | Австрія              | 0 – 0     | Камерун              | товариський матч   | -    |          |
| 18/05/2002 | Леверкузен              | Німеччина            | 6 – 2     | Австрія              | товариський матч   | -    |          |
| 7/09/2002  | Відень                  | Австрія              | 2 – 0     | Молдова              | Відбір до ЧЄ 2004  | 2    |          |
| 12/10/2002 | Мінськ                  | Білорусь             | 0 – 2     | Австрія              | Відбір до ЧЄ 2004  | -    |          |
| 16/10/2002 | Відень                  | Австрія              | 0 – 3     | Нідерланди           | Відбір до ЧЄ 2004  | -    |          |
| 20/11/2002 | Відень                  | Австрія              | 0 – 1     | Норвегія             | товариський матч   | -    |          |
| 26/03/2003 | Грац                    | Австрія              | 2 – 2     | Греція               | товариський матч   | -    |          |
| 2/04/2003  | Прага                   | Чехія                | 4 – 0     | Австрія              | Відбір до ЧЄ 2004  | -    |          |
| 30/04/2003 | Глазго                  | Шотландія            | 0 – 2     | Австрія              | товариський матч   | -    |          |
| Усього     |                         | Матчів (1 місце)     | 103       |                      | Голів (6 місце)    | 26   |          |

## Титули і досягнення

### Командні
- Чемпіон Австрії (1):

«Рапід» (Відень): 1987-88
- Чемпіон Німеччини (1):

«Вердер»: 1992-93
- Володар Кубка Німеччини (2):

«Вердер»: 1993-94, 1998-99
- Володар Суперкубка Німеччини (2):

«Вердер»: 1993, 1994
- Володар Кубка УЄФА (1):

«Баварія»: 1995-96
- Переможець Кубка Інтертото (1):

«Вердер»: 1998

### Особисті
- Футболіст року в Австрії: 1992
- Рекорд за кількістю ігор за збірну: 103
- Перший австрієць в МЛС: 2011